# Finska gardesregementet
Finska gardesregementet var ett infanteriförband inom svenska armén som verkade i olika former åren 1793–1809. Förbandet var förlagt inom Stockholms garnison i Stockholm

## Historik
Finska gardesregementet bildades 1803 genom att Livregementets lätta bataljon bytte namn. År 1793 bröts den tredje bataljonen, Stockholmsbataljonen, ur Änkedrottningens livregemente loss och bildade Den värvade bataljonen av livregementsbrigadens lätta infanteri, som 1796 bytte namn till Livregementets värvade infanteribataljon. Förbandet omorganiserades till Finska gardesregementet 1803. År 1808 tillkom delar av Svenska gardesregementet samtidigt som Gustav IV Adolf visade sitt missnöje över gardesregementenas undermåligt genomförda landstigningsförsök vid Helsinge och Lokalaks nära Nystad den 12 oktober under Finska kriget genom att degradera dem till "vanliga" värvade regementen. Finska gardesregementet fick 1808 namn efter regementschefen af Palén och kallades af Paléns värvade regemente.
År 1809 återfick man gardesrangen under namnet Andra gardesregementet. Regementet förlades till Stockholm och namnändrades 1818 till Andra livgardet. Som värvat livgarde var man inkvarterat hos borgerskapet i Stockholm men från 1890 flyttade man in i nya kaserner vid Linnégatan. Regementet namnändrades 1894 till Göta livgarde (I 2).

## Förbandschefer
Då regementet var ett gardesförband var det officiellt kungen som var regementschef, vilket mellan 1803 och 1808 var Gustav IV Adolf. Under honom kommenderades regementet av en sekundchef:
- 1793–1796: Olof Gabriel Wallenstierna
- 1796–1806: Georg Gedda
- 1806–1808: Axel af Palén

## Bilder

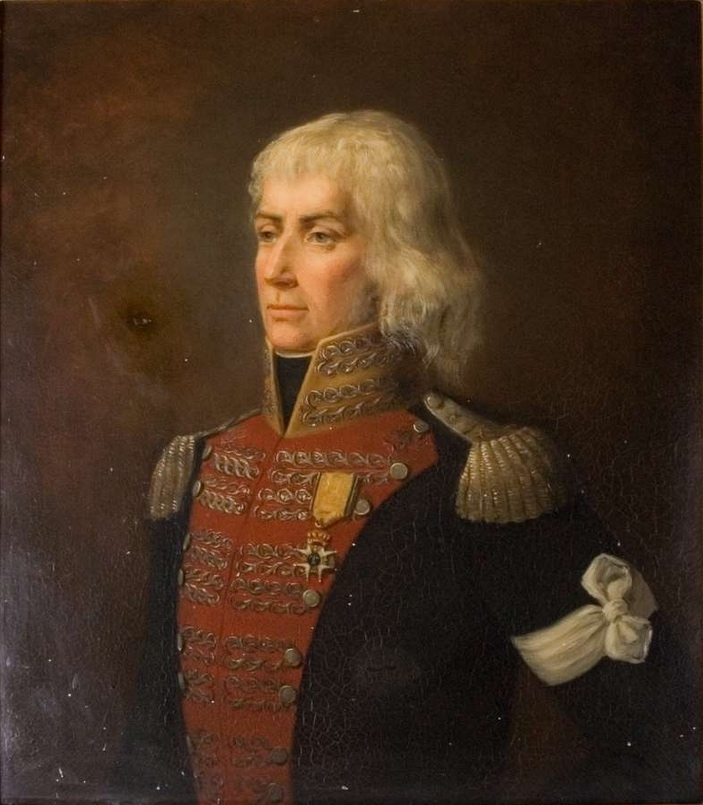
Georg Gedda som regementets sekundchef i uniform m/1802. Porträtt av okänd konstnär, ca 1803.
Uniform 1794

## Namn, beteckning och förläggning
| Den värvade bataljonen av livregementsbrigadens lätta infanteri | 1793 | – | 1796 |
| Livregementets lätta bataljon                                   | 1796 | – | 1803 |
| Finska gardesregementet                                         | 1803 | – | 1808 |
| af Paléns värvade regemente                                     | 1808 | – | 1809 |

| Stockholm (F)          | 1793 | – | 1803 |
| Sveaborg och Borgå (F) | 1803 | – | 1805 |
| Stockholm (F)          | 1805 | – | 1809 |